# Cabella Ligure
Cabella Ligure település Olaszországban, Piemont régióban, Alessandria megyében. Lakosainak száma 468 fő (2023. január 1.). Cabella Ligure Albera Ligure, Carrega Ligure, Fabbrica Curone, Mongiardino Ligure, Ottone, Rocchetta Ligure és Zerba községekkel határos.

## Népesség
A település népességének változása:
| Lakosok száma | 533  | 526  | 468  |
|               | 2017 | 2018 | 2023 |